# Lindbergh (Alberta)
Pour les articles homonymes, voir Lindbergh (homonymie).
Lindbergh est un hameau (hamlet) du Comté de Saint-Paul No 19, situé dans la province canadienne d'Alberta.